# Robert Szopa
Robert Szopa (* 28. April 1972 in Sosnowiec) ist ein ehemaliger polnischer Fußballspieler.

## Werdegang
Der Mittelstürmer Robert Szopa begann seine Profikarriere bei CKZ Czeladz und wechselte im Sommer 1995 zum Erstligisten Raków Częstochowa. In der Winterpause der Saison 1996/97 wechselte er zum Ligarivalen Wisła Krakau, kehrte aber am Saisonende zu Raków Częstochowa zurück. 1998 stieg Szopa mit seiner Mannschaft aus der höchsten polnischen Spielklasse ab und wechselte zum FC Gütersloh in die deutsche 2. Bundesliga. Seinen einzigen Einsatz in der 2. Bundesliga hatte Szopa am 13. September 1998 bei der 1:2-Niederlage bei den Stuttgarter Kickers, als Szopa für Horst Elberfeld eingewechselt wurde. Mit den Güterslohern stieg er am Ende der Saison 1998/99 in die Regionalliga ab. Während der Regionalliga-Saison 1999/2000 kam Szopa noch fünf Mal für die Gütersloher zum Einsatz, ehe der Verein im Februar 2000 Insolvenz anmelden musste und aufgelöst wurde. Szopa kehrte in sein Heimatland zurück und schloss sich dem Zweitligisten Włókniarz Kietrz an, ehe er 2001 seine Karriere beendete.